# Частично проницаемая мембрана

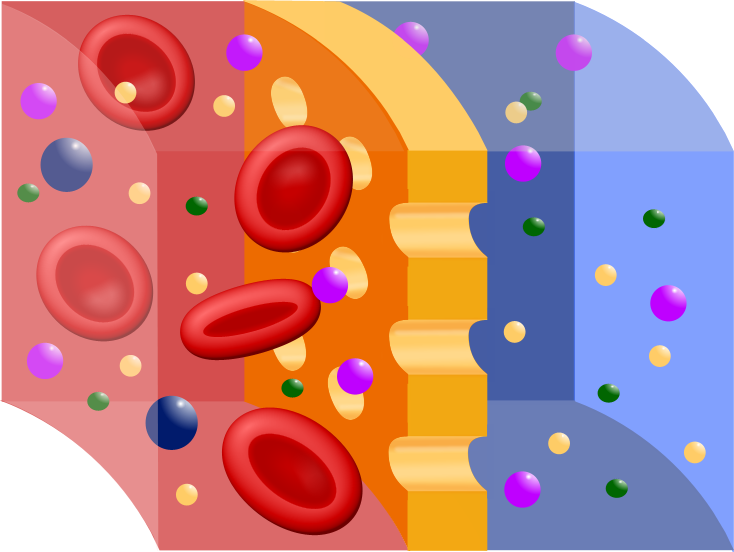
Схематичное изображение частично проницаемой мембраны во время гемодиализа, где красным изображена кровь, синим — жидкость, а жёлтым — мембрана

Частично проницаемая мембрана — мембрана, разделяющая две жидкие или газообразные фазы, обеспечивающая под действием движущей силы выборочный перенос компонентов этих фаз. Также называется избирательно-проницаемой мембраной, полупроницаемой мембраной или дифференциально-проницаемой мембраной. 

## Описание
Полупроницаемая мембрана позволяет определённым молекулам или ионам проходить через неё благодаря диффузии. Скорость прохождения зависит от давления, концентрации и температуры молекулы или растворённых веществ с обеих сторон, а также проницаемости мембраны для каждого раствора или газа.
Частично проницаемые мембраны делятся на биологические и синтетические; последние, в свою очередь, подразделяются на полимерные и неорганические. Существуют различные классификации мембран: по типу структуры мембраны делят на пористые и непористые (диффузионные); по агрегатному состоянию они могут быть твердыми и жидкими; по особенностям морфологии различают гомогенные, асимметричные, композитные, половолоконные мембраны и т. п.; по типу вещества мембраны подразделяют на полимерные, металлические, стеклянные, керамические, цеолитные и т. п. Движущей силой мембранных процессов могут служить градиенты давления, концентрации, температуры или электрического потенциала. Основные характеристики мембран — селективность (коэффициент разделения), проницаемость, стабильность, химическая и термическая устойчивость.
В газовых смесях проницаемой для водорода и непроницаемой для других газов мембраной служит палладиевая фольга; благодаря значительной скорости диффузии при высоких температурах это свойство палладия используют для получения очень чистого водорода.
Определению мембраны удовлетворяет и понятие «фильтр», однако под фильтром обычно понимается структура, разделяющая компоненты большего размера (1–10 мкм).